# Jörg Neunhäuserer
Jörg Neunhäuserer (* 26. April 1969 in Wuppertal) ist ein deutscher Mathematiker. Er forscht im Bereich der Analysis und veröffentlicht Fachbücher.

Jörg Neunhäuserer 2015

## Werdegang
Nach dem Besuch des Märkischen Gymnasiums Schwelm studierte Jörg Neunhäuserer an der Freien Universität Berlin unter anderem bei Martin Aigner, Bernold Fiedler und Peter Bieri Mathematik und Philosophie.
Betreut durch Jörg Schmeling und Karoly Simon promovierte er 1999 an der Freien Universität Berlin in der Dimensionstheorie dynamischer Systeme.
Er ist Autor zahlreicher wissenschaftlicher Veröffentlichungen im Bereich der Maßtheorie, der Ergodentheorie und der metrischen Zahlentheorie.  Insbesondere beschäftigt er sich mit selbst-ähnlichen Maßen, fraktalen Attraktoren und Darstellungen reeller Zahlen wie Kettenlogarithmen. Neunhäuserer unterrichtete Mathematik sowie Philosophie der Mathematik an Hochschulen in Berlin, Braunschweig, Clausthal-Zellerfeld, Dresden, Hannover, Göttingen und Lüneburg und veröffentlichte sechs Fachbücher bei Springer Spektrum.
Neunhäuserer lebt zusammen mit seiner Ehefrau Katja Hedrich in Goslar am Harz.

## Bücher
- Jörg Neunhäuserer: Introduction to the Philosophy of Mathematics. Springer, 2025, ISBN 978-3-662-72178-0.
- Jörg Neunhäuserer: Schöne Sätze der Mathematik. 3. Auflage. Springer Spektrum, 2022, ISBN 978-3-662-65829-1.
- Jörg Neunhäuserer: Dimensionstheorie. Springer Spektrum, 2021, ISBN 978-3-658-35252-3.
- Jörg Neunhäuserer: Einführung in die Philosophie der Mathematik. 2. Auflage. Springer Spektrum, 2021, ISBN 978-3-662-63713-5.
- Jörg Neunhäuserer: Einführung in die Ergodentheorie. Springer Spektrum, 2020, ISBN 978-3-658-31291-6.
- Jörg Neunhäuserer: Mathematische Begriffe in Beispielen und Bildern. 2. Auflage. Springer Spektrum, 2020, ISBN 978-3-642-21016-7.

## Artikel (Auswahl)
- On the universality of Somos' constant, Elemente der Mathematik, vol. 77, No. 3, 138-141, 2022.
- Non-uniform expansions of real numbers, Mediterranean Journal of Mathematics, 18 (2), 1-8, 2021.
- Multifractality of overlapping non-uniform self-similar measures, Monatshefte für Mathematik, vol. 177, issue 3, 461-468, 2015
- On the Hausdorff dimension of fractals given by certain expansions of real numbers, Archiv der Mathematik, vol. 97, no. 5, 459-466, 2011.
- Li-Yorke pairs of full Hausdorff dimension for some chaotic dynamical systems, Mathematica Bohemica, 135, no. 3, 279–289, 2010.
- A construction of singular overlapping self-similar measures, Acta Mathematica Hungarica, vol. 113 (4-4),333-343, 2006.
- Number theoretical peculiarities in the dimension theory of dynamical systems, Israel Journal of Mathematics 128, 267-283, 2002.
- Properties of some overlapping self-similar and some self-affine measures, Acta Mathematica Hungarica, vol. 92 (1-2), 143-161, 2001.